# Плоштина (Бузау)
Плоштина (рум. Ploștina) насеље је у Румунији у округу Бузау у општини Лопатари. Oпштина се налази на надморској висини од 771 m.

## Становништво
Према подацима из 2002. године у насељу је живело 623 становника, од којих су сви румунске националности.